# Mitigación del cambio climático

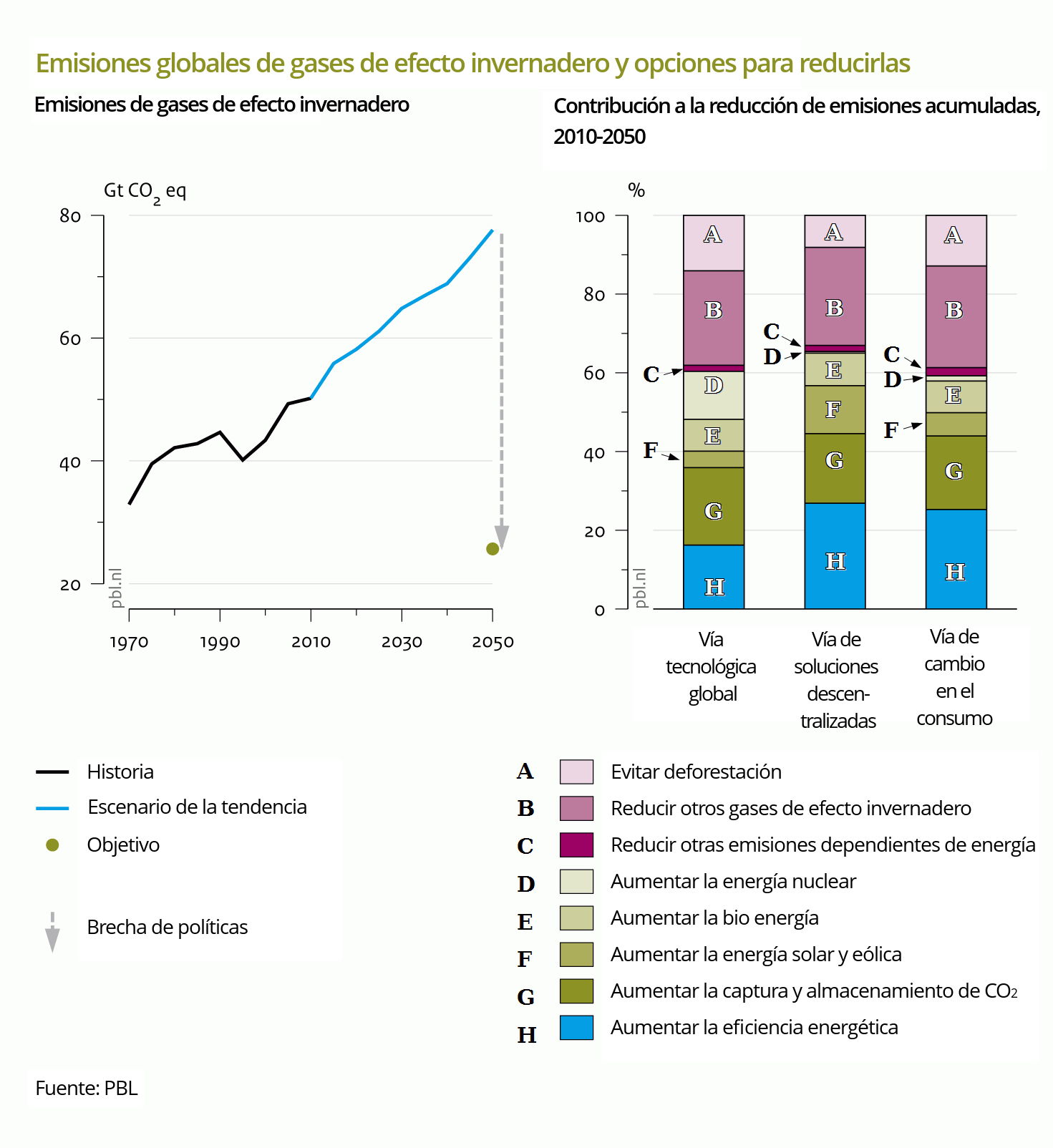
El gráfico de la derecha muestra tres «vías» para lograr el objetivo de 2 °C de la CMNUCC, etiquetadas con «tecnológica global», «soluciones descentralizadas» y «cambio en el consumo». Cada ruta muestra cómo diversas medidas (por ejemplo, mejorar la eficiencia energética, un mayor uso de las energías renovables) podrían contribuir a la reducción de emisiones. Crédito de la imagen: PBL Netherlands Environmental Assessment Agency.

La mitigación del cambio climático es el conjunto de acciones destinadas a disminuir la intensidad del forzamiento radiativo con el fin de reducir los efectos potenciales del calentamiento global. En general, la mitigación supone la reducción de las concentraciones de gases de efecto invernadero, ya sea mediante la reducción de sus fuentes o aumentando la capacidad de los sumideros de carbono para absorber los GEI de la atmósfera.
Pese a los tratados, acuerdos, subsidios e impuestos en vigencia, la primavera boreal de 2023 marcó el cuarto mayor incremento anual en emisiones de anhídrido carbónico desde que las mediciones iniciarion en 1958.
Existe un gran potencial para reducciones futuras de las emisiones mediante una combinación de actividades, tales como la conservación de energía y el aumento de la eficiencia energética; el uso de tecnologías de energía baja en carbono, como la energía renovable, la energía nuclear y la captura y almacenamiento de carbono; y la mejora de los sumideros de carbono a través de, por ejemplo, la reforestación y la prevención de la deforestación. Un informe de 2015 por Citibank concluyó que la transición a una economía baja en carbono produciría un rendimiento positivo a las inversiones.
Las tendencias a corto y largo plazo en el sistema energético global no son compatibles con la limitación del calentamiento global bajo 1.5 o 2 °C (en relación con niveles preindustriales). Los compromisos realizados como parte del acuerdo de Cancún son ampliamente concordantes con una posibilidad probable (66-100 %) de limitarlo bajo 3 °C en el siglo XXI. Al limitar el calentamiento a 2 °C, reducciones de emisiones más estrictas en el corto plazo permitirán reducciones más lentas después de 2030. Muchos modelos integrales son incapaces de lograr el objetivo de 2 °C si se realizan suposiciones pesimistas sobre la disponibilidad de tecnologías mitigantes.
La mitigación se distingue de la adaptación, que implica actuar para minimizar los efectos del calentamiento global.

## Medios de mitigación

Emisión global del dióxido de carbono generado por las actividades humanas: 1800–2004.

Promedios de las temperaturas en la superficie de la tierra: 1880-2009.

El consenso científico sobre el calentamiento global, junto con el principio de prevención y el temor de un abrupto cambio climático, conducen a nuevos esfuerzos para desarrollar tecnologías y ciencias con el fin de mitigar los efectos del calentamiento global. Desafortunadamente la mayoría de los medios de mitigación parecen efectivos para prevenir calentamiento adicional, no para revertir el calentamiento existente.
El informe Stern Rebenson muestra diferentes maneras de contener el cambio climático. Estas incluyen: reducir la demanda de bienes y servicios que producen altas emisiones, incrementar la eficiencia, incrementar el uso y desarrollo de tecnologías de bajo nivel de dióxido de carbono y reducir las emisiones de combustible.
La política energética de la Unión Europea ha establecido un objetivo de limitar el alza de temperatura a dos grados Celsius (3.6 °F) comparado con los niveles preindustriales, de lo cual 0.8 °C ya ha sido alcanzado y otro 0.5 °C se está produciendo. El alza de 2 °C está usualmente asociada con modelos climáticos con concentración de dióxido de carbono de 400-500 ppm por volumen, los niveles corrientes por volumen en enero de 2007 son de 383 ppm por volumen, e incrementan a 2 ppm anualmente.
Para evitar una ruptura en el objetivo de los 2 °C, los niveles de CO2 tendrían que ser estabilizados muy rápidamente; esto por lo general es poco probable, basado en las políticas corrientes hasta ahora. La importancia del cambio se muestra por el hecho de que la eficiencia de la energía económica mundial actualmente está mejorando a sólo la mitad de la tasa del crecimiento económico mundial.
El núcleo de varias proposiciones es la reducción de emisión de gases de invernadero a través de la reducción del uso de energía y el cambio a métodos más limpios de emisión de energía. Frecuentemente se discuten métodos para la conservación de energía que incluyen el incremento de la eficiencia energética de los vehículos (vehículos híbridos, vehículos eléctricos y automóviles tradicionales), cambio en los estilos de vida y en las prácticas de negocios. Se dispone actualmente de tecnologías alternativas que incluyen energías renovables (como paneles solares, energía mareomotriz, energía geotérmica y energía eólica) y, con más controversia, la energía nuclear y uso de sumideros de carbono, otorgación de créditos para emisiones de carbono, fijación de impuestos a las emisiones de gases de invernadero.
Las propuestas más radicales incluyen la biocaptura de dióxido de carbono en la atmósfera y técnicas de geoingeniería, proyectos de secuestro de carbono como en la captura de dióxido de carbono en el aire, hasta manejo de radiación solar como la creación de aerosoles sulfúricos en la estratosfera. La creciente población global y el crecimiento del producto interno bruto basado en tecnologías corrientes son contraproducentes para la mayoría de estas propuestas.

## Fuentes de energía

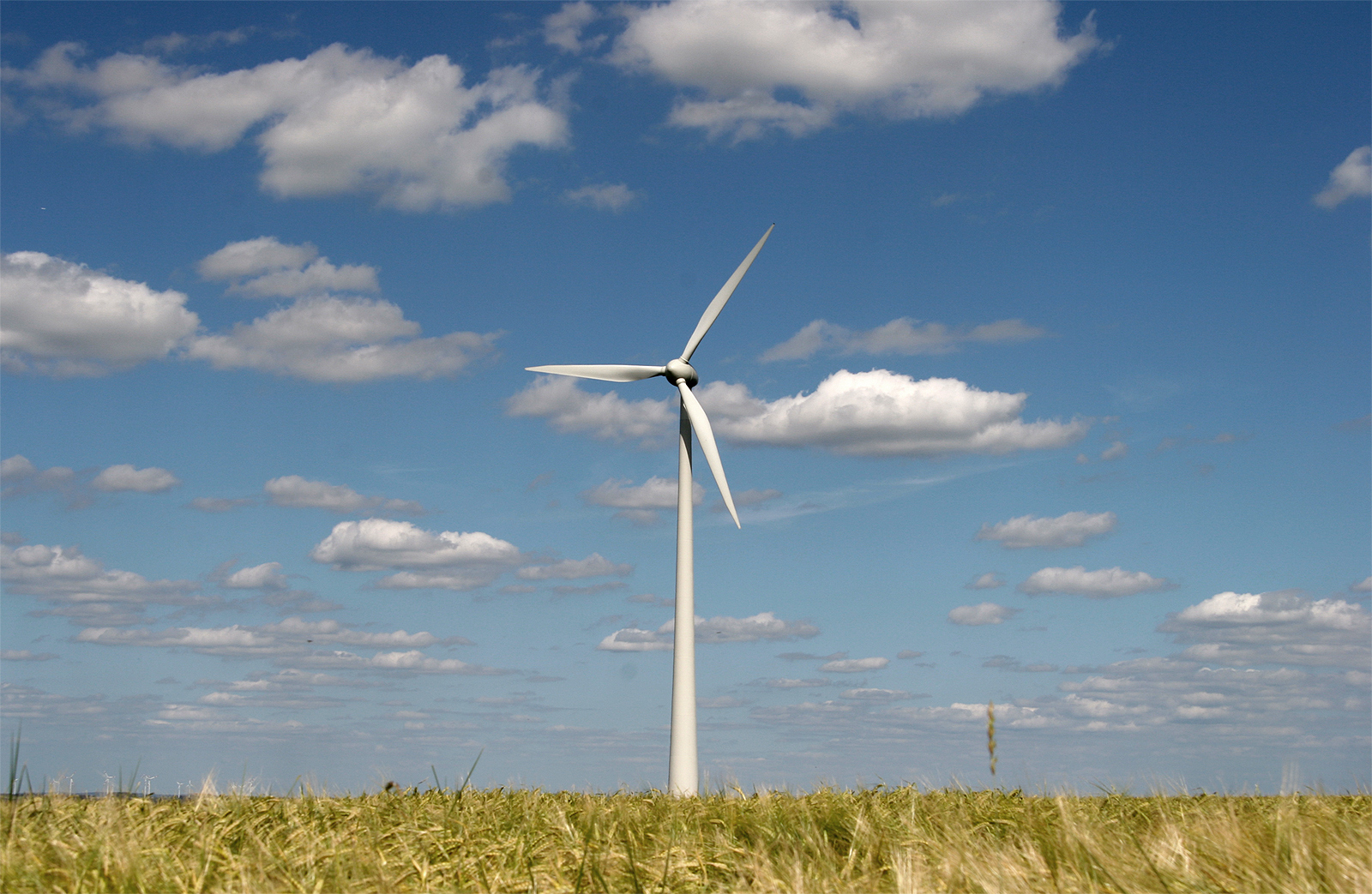
Turbina de energía eólica.

#### Planificación urbana

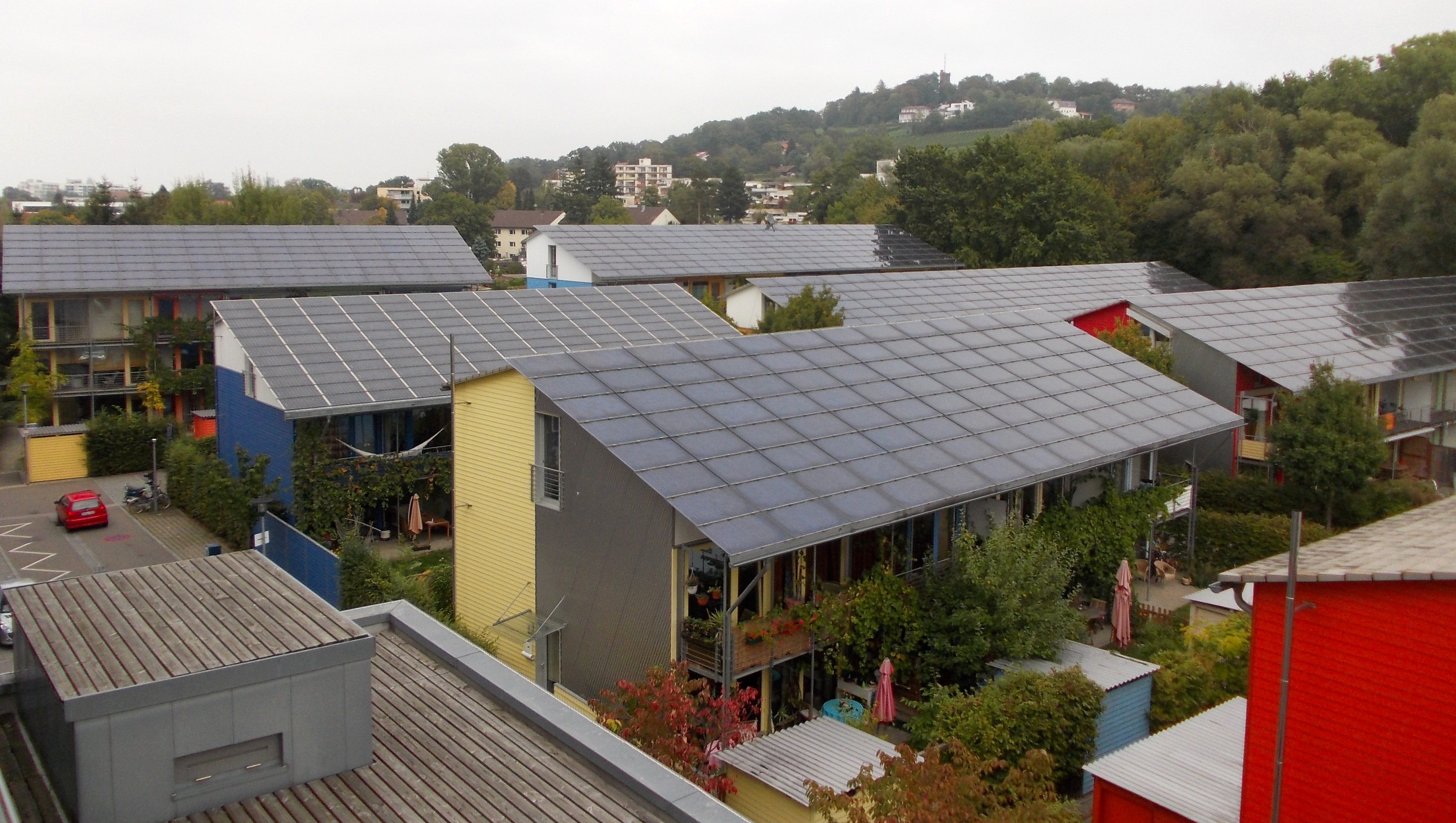
Viviendas sostenibles alimentadas mediante energía solar fotovoltaica en el barrio ecológico Solarsiedlung, en Vauban (Friburgo, Alemania).